# Diest-Nijmegenlinie

Diest-Nijmegen linie (bruin) zoals gebruikt door Arend Mihm

De Diest-Nijmegen linie, is een isoglosse in het Nederlandse taalgebied die het verspreidingsgebied van L-vocalisering voor d en t afbakent. Ten westen van de lijn zegt men houden (Nederfrankisch) en ten oosten halden of holden (Nedersaksisch, Limburgs). De isoglosse loopt onder meer over de steden Diest en Nijmegen.
De isoglosse is door de Duitse literatuurwetenschapper Arend Mihm gebruikt om in zijn beschrijving van de middeleeuwse literatuur het zogeheten Rheinmaasländisch in het westen af te bakenen van de rest van het Nederfrankische taalgebied. Voor de indeling van moderne dialecten is de lijn van ondergeschikt belang.